# Mim políglota
El mim poliglot (Mimus polyglottos) és un ocell de la família dels mímids (Mimidae) que habita arbusts, matolls i terres de conreu de Mèxic, Antilles, Bahames, Estats Units i zona limítrofa del sud del Canadà. Ocasionalment ha arribat fins a Europa occidental, però no pas als Països Catalans. És conegut per la seva capacitat de imitació, com es reflecteix en el significat del seu nom científic, "tordida de molts tons". Té les plomes superiors de color grisós a marró i el ventre més pàl·lid. La seva cua i les seves ales tenen pegats blancs que són visibles en el vol.